# Heinrich Geissler
Heinrich Geissler (Igelshieb, 26 de maio de 1814 – Bonn, 24 de janeiro de 1879) foi um físico e inventor alemão.
Geissler dominava a técnica do assopramento de cristais derretidos e possuía um negócio de fabricação de instrumentos científicos.  Em 1857 inventou uma bomba de vácuo sem elementos mecânicos móveis, baseado nos trabalhos de  Evangelista Torricelli. Aproveitando o vácuo criado pelo  descenso da coluna de mercúrio encerrado no interior de um tubo, conseguiu alcançar níveis de vácuo não obtidos anteriormente. Os recipientes nos quais se pratica o vácuo desta maneira, chamados  "Tubos de Geissler", tiveram um papel muito importante nos experimentos de descarga em tubos de vácuo, contribuindo para o estudo da eletricidade e dos átomos.
Sepultado no Alter Friedhof Bonn.